# Амуринка
Амуринка — река в Алтайском крае России. Протекает по территории села Акутиха. Устье реки находится в 1,5 км по левому берегу реки Амурка. Длина реки составляет 8 км, площадь водосборного бассейна 39 км².

## Данные водного реестра
По данным государственного водного реестра России относится к Верхнеобскому бассейновому округу, водохозяйственный участок реки — Обь от слияния рек Бия и Катунь до города Барнаул, без реки Алей, речной подбассейн реки — бассейны притоков (Верхней) Оби до впадения Томи. Речной бассейн реки — (Верхняя) Обь до впадения Иртыша.